# Anan Buasang
Anan Buasang (tiếng Thái: อนันต์ บัวแสง, sinh ngày 30 tháng 9 năm 1992), là một cầu thủ bóng đá người Thái Lan thi đấu ở vị trí tiền đạo cho câu lạc bộ Giải bóng đá Ngoại hạng Thái Lan Chainat Hornbill.

## Danh hiệu

### Câu lạc bộ
Bangkok Glass
- Cúp Hiệp hội Bóng đá Thái Lan
  -  Vô địch (1): 2014

Buriram United
- Cúp Hoàng gia Kor
  -  Vô địch (1): 2016